# Livio Furini
Livio Mario Furini (Legnago, 16 dicembre 1932 – Peschiera del Garda, 13 giugno 1987) è stato un imprenditore e compositore italiano, fondatore il 19 luglio 1975 del parco di divertimento Gardaland.

## Biografia
Primogenito maschio di una numerosa famiglia, visse a Legnago l'infanzia e l'adolescenza, lavorando presso il negozio di alimentari e panificazione del padre Cesare. Studiò a Verona al Liceo Musicale e al Conservatorio di Bolzano.
Conobbe e sposò Giuliana Silvana Scarmagnan: il matrimonio venne celebrato il 25 settembre 1959. Lasciò gli studi e si trasferì a Verona, dapprima come rappresentante poi come libero professionista. Là nacquero, il 2 dicembre 1960 e il 17 ottobre del 1962, le figlie Rossella ed Elena Margherita. Nel 1963 si trasferì sul lago di Garda operando nel commercio, e aprì a Castelnuovo del Garda il primo supermercato del comprensorio lacustre.
Non abbandonò la musica, musicò un Padre Nostro per organo e soprano (1965) e una Salve o Regina (1974) per voce tenore, coro muto e organo dedicata alla Madonna del Frassino, successivamente elaborata per orchestra. Compose un poema sinfonico per coro ed orchestra, Invocazione, che venne eseguito nel 1976 a Fumane, a Verona nella chiesa di San Luca ed a Peschiera del Garda presso il Santuario della Madonna del Frassino. La successiva Melodia per chitarra e pianoforte venne invece eseguita nel 1978 a Bardolino ed alla Piccola Scala di Milano.
Ma il progetto per il quale è più noto è Gardaland, città dei divertimenti da lui ideata e inaugurata nel 1975. Nel particolare l'idea di Gardaland nacque dopo un viaggio negli Stati Uniti, dove ebbe occasione di visitare Disneyland. L'investimento iniziale fu di 200 milioni di lire.
Nel ‘78 fondò la società “ElettronicAnimazione” che comprendeva, oltre alla progettazione di parchi a tema anche il laboratorio di scenografie in vetroresina, attività alle quali collaborava anche la figlia Elena.
Negli anni a seguire scrisse, per essere musicate, diverse poesie riunite a posteriori nella raccolta L’infanzia me ricorda. Compose anche Canti della montagna. Entrambe queste antologie furono pubblicate nel 1992 dopo la sua morte.
Intorno al 1984 compose Risveglio di primavera per pianoforte e poi per orchestra. L'ultima sua composizione musicale, Madre di Gesù, risale al Natale 1986; la completò pochi giorni prima di morire, il 13 giugno 1987.
Furini è sepolto nella parte nuova del cimitero del Santuario del Frassino a Peschiera del Garda, in una tomba di famiglia posta per terra con i suoi genitori, il padre Cesare e la madre Spedo Fortunata.

## Opere editoriali
- Poesie di Livio Furini, Zanette Edizioni, 2025